# Список умерших в 1270 году
В этой статье представлен список известных людей, умерших в 1270 году.
См. также: Категория:Умершие в 1270 году

## Январь
- 11 января — Нидзё Ёшизане[англ.] — японский регент, кампаку (1242—1246, 1261—1265).

## Февраль
- 16 февраля — Отто фон Лаутенберг — ландмейстер Тевтонского ордена в Ливонии (1267—1270). погиб в битве при Карусе
- 23 февраля — Святая Изабелла Французская — дочь короля Франции Людовика VIII, святая римско-католической церкви.

## Апрель
- 4 апреля — Моше бен Нахман — один из величайших авторитетов Галахи и комментаторов Танаха и Талмуда, каббалист, поэт.
- 27 апреля — Владислав Силезский — герцог Вроцлавский (1248—1270), епископ Бамберга (1257), епископ Пассау (1265), архиепископ Зальцбурга (1265—1270), епископ Вроцлава (1268—1270)
- Буало, Этьен — первый известный парижский прево (1258—1260 и 1261—1270), автор «Книги ремёсел».

## Май
- 3 мая — Бела IV (63) — король Венгрии и Хорватии (1235—1270), герцог Штирии (1254—1258), «второй основатель Венгрии»

## Июль
- 4 июля — Роджер Биго — граф Норфолк (1233—1270), граф-маршал Англии (1245—1269).
- 9 июля — Иштван I Банкса[англ.] — канцлер Венгрии (1238—1240), епископ Ваца (1241—1243), архиепископ Эстергома (1242—1252), кардинал-епископ Palestrina (1251—1270), первый венгерский кардинал
- 14 июля — Бонифаций Савойский — архиепископ Кентерберийский (1241—1270), святой римско-католической церкви.
- 17 июля — Маргарита де Куртене — маркграфиня Намюра (1229—1237)
- 19 июля — Роман Ольгович — Великий князь рязанский (1258—1270), святой православной церкви, казнён монголами
- 25 июля — Санча Альфонсо де Леон[исп.] — дочь короля Леона Альфонсо IX, святая римско-католической церкви.

## Август
- 3 августа — Жан Тристан Французский (20) — сын короля Франции Людовика IX Святого, граф Валуа и Крепи (1269—1270), граф Невера (1265—1270) (по праву жены), умер в Тунисе в Восьмом крестовом походе
- 6 августа — Давид де Стратбоги — граф Атолла (1264—1269) (первый граф из семьи Стратбогов).
- 8 августа — Маргарита Сицилийская (32) — ландграфиня-консорт Тюрингии , маркграфиня-консорт Мейсена и пфальцграфиня-консорт Саксонии (1265—1270), жена Альбрехта II.
- 10 августа — Рауль де Гроспарми[фр.] — епископ Эврё (1259—1263), кардинал-епископ Albano (1261—1270), умер в Тунисе в Восьмом крестовом походе
- 12 августа — Филипп I де Монфор — сеньор Кастра (1228—1239), сеньор Торона (1239—1257), сеньор Тира (1246—1270), претендент на трон Армении, убит во время Восьмого крестового похода.
- 23 августа — Готье III де Немур — маршал Франции (1257—1270), умер в Тунисе в Восьмом крестовом походе
- 25 августа 
  - Альфонс де Бриенн — граф д’Э (1250—1260), великий казначей Франции (1260—1270), умер в Тунисе в Восьмом крестовом походе
  - Людовик IX (56) — король Франции (1226—1270), граф Артуа (1226—1237), святой римско-католической церкви, умер в Тунисе в Восьмом крестовом походе
- Флоран де Варенн[англ.] — первый адмирал Франции (1269—1270), умер в Тунисе в Восьмом крестовом походе

## Сентябрь
- 12 сентября — Ги де Мелло[фр.] — епископ Вердена (1245—1247), епископ Осера (1247—1269)
- 21 сентября — Андреас фон Вестфален — ландмейстер Тевтонского ордена в Ливонии (1270), погиб в битве с литовцами
- 24 сентября — Филипп II Молодой — сеньор Кастра (1239—1270), умер в Тунисе во время восьмого крестового похода

## Октябрь
- 3 октября — Адольф I[англ.] — граф Вальдека и граф Шваленберг (1228—1270)
- 28 октября — Хетум I — царь Киликийской Армении (1226—1270), основатель династии Хетумидов.

## Ноябрь
- 13 ноября — Рено II де Форе — граф Форе (1259—1270).

## Декабрь
- 4 декабря — Тибо V — граф Шампани и король Наварры (1253—1270).
- Амальрик I, виконт Нарбонны (с 1238).

## Дата неизвестна или требует уточнения
- Алмус[англ.] — святой римско-католической церкви.
- Месия Лорес де Аро, королева-консорт Португалии (1245—1247), жена Саншу II.
- Бартоломео ди Бреганце[англ.] — епископ Лимасола (1252—1255), епископ Виченцы (1255—1270), святой римско-католической церкви[1].
- Гуго XII де Лузиньян — граф Ангулема (как Гуго III), граф де Ла Марш (как Гуго VIII), сеньор де Лузиньян, граф де Пентьевр (как Гуго II) (1250—1270), умер в Тунисе во время восьмого крестового похода
- Гуру Чованг — второй из пяти прославленных королей-тертонов, эманация речи царя Трисонга Децена.
- Давид VII Улу — царь Восточной Грузии (1247—1270).
- Жиль Пулен, последний правящий сеньор Хайфы (1264—1265), с 1265 титулярный.
- Зайян ибн Марданиш — последний правитель тайфы Валенсии (1229—1238).
- Иоганн I — граф Ольденбурга (1233—1270), предок по прямой мужской линии российских императоров начиная с Петра III
- Маргрете Скулесдоттер — королева-консорт Норвегии (1225—1263), жена Хакона IV Старого
- Мария Ласкарина — королева-консорт Венгрии (1235—1270), жена Белы IV.
- Матье III де Монморанси — сеньор Монморанси из рода Монморанси, умер в Тунисе во время восьмого крестового похода.
- Михаил Ростиславич, бан Боснии (1262—1266).
- Нарасингамурти, четвёртый король Сингасари.
- Николас де Моффат[англ.] — епископ Глазго (1259, 1268—1270)
- Рауль де Суассон[англ.] — французский дворянин, крестоносец и трувер.
- Рено де Пресиньи — маршал Франции (1265—1270), погиб во время восьмого крестового похода
- Торос Рослин — армянский художник-миниатюрист, крупнейший мастер киликийской школы времени её расцвета.
- Ули I — манса империи Мали (1255—1270).
- Уолтер де Балтродин[англ.] — епископ Кейтнесса (1263—1270)
- Филиппо Фонтана[итал.] — епископ Феррары (1239—1250), епископ Флоренции (1250—1251), архиепископ Равенны (1251—1270).
- Шри Индрадитья, первый король Сукхотайского королевства (1238—1270).
- Эрик де Божё — маршал Франции (1265—1270), умер в Тунисе во время восьмого крестового похода